# Seiichi Furuya
Seiichi Furuya (古屋 誠一 Furuya Seiichi; * 1950 in Izu, Präfektur Shizuoka) ist ein japanischer Fotograf. Er lebt in Graz und ist Mitbegründer des Vereins Camera Austria.

## Leben
Furuya studierte Architektur und danach zwei Jahre Fotografie am Tokyo College of Photography der Tokyo Polytechnic University. 1973 brach er das Studium ab und verließ Japan, um zu reisen. Er wurde, wie  Arthur Ollman in seinem Buch The Model Wife schreibt, zum „Exilanten, der seine Entfremdung wie eine Verpflichtung trägt“. Seit 1975 wurde sein Werk in zahlreichen Ausstellungen vor allem in Österreich, der Schweiz, Deutschland und Japan präsentiert. In Österreich, wo er seit 1975 lebt, traf er seine spätere Frau Christine Gössler (* 1953), die bis zu ihrem Suizid im Jahr 1985 zum Hauptsujet seines fotografischen Schaffens wurde. Das Paar hatte einen Sohn. Von 1984 bis 1987 lebte die Familie zuerst in Dresden, dann in Ost-Berlin, wo Furuya als Übersetzer arbeitete.
Die von ihm aufgenommenen letzten Bilder seiner an Schizophrenie erkrankten Frau zeigen ihre Schuhe, die sie säuberlich neben dem Fenster abgestellt hatte, aus dem sie gesprungen war, und ihren neun Stockwerke tiefer liegenden Körper. Viele seiner Werke erschienen im Rahmen von Buchprojekten (z. B. fünf Bände Mémoires); sie sind Ausdruck einer „Erinnerungsarbeit, die von der existentiellen Erfahrung der Liebe, des Verlusts und des Schmerzes erzählt, ohne jemals sentimental zu sein. Die Dimension des eigenen Schicksals ist dabei immer auch eingebettet in die politische und soziale Wirklichkeit seiner Zeit“, so die der DDR der Vorwendezeit.

## Fotobände (Auswahl)
- Seiichi Furuya: Why Dresden: Photographs 1984/85 & 2015. Text von Manfred Wiemer, Spector Books, 2017 (englisch).
- Seiichi Furuya: Memoires: 1984-1987. Text von Einar Schleef. Englische, deutsche und japanische Ausgabe. Nohara, 2010.
- Seiichi Furuya: Staatsgrenze: 1981-1983. Spector Books, 2014.
- Seiichi Furuya: Mémoires 1983. Edition Fotohof, 2006. (deutsch/japanisch mit englischem Beiheft)
- Seiichi Furuya: Alive. Text von Monika Faber. Scalo Verlag, 2004 (englisch).
- Seiichi Furuya: Portrait: Christine Furuya-Gössler, 1978-1985. Text von Monika Faber. Englische und deutsche Ausgabe. Edition Fotohof, 2000.
- Seiichi Furuya: Christine Furuya-Gössler Mémoires, 1978-1985. Korinsha Press, 1997 (japanisch/englisch/deutsch)
- Seiichi Furuya: Mémoires 1995. Texte von Urs Stahel und Toshiharu Ito, Scalo Verlag, 1995
- Seiichi Furuya: Mémoires. Texte von Monika Faber, Werner Fenz, Christine Frisinghelli und Wilfried Skreiner, Edition Camera Austria, 1989 (deutsch/englisch)

## Auszeichnungen (Auswahl)
- 2024 Ehrenzeichen des Landes Steiermark für Wissenschaft, Forschung und Kunst[4]
- 2019 Österreichischer Staatspreis für künstlerische Fotografie
- 2007 Society of Photography Award, Tokyo
- 2002 Auszeichnung des Staatssekretärs für Kunst und Medien, Wien
- 2002 Ina Nobuo-Preis, Tokyo
- 2000 Preis des Rupertinums Salzburg
- 1996 Staatliches Stipendium für künstlerische Fotografie, Österreich
- 1993 Camera Austria-Preis für zeitgenössische Fotografie, Graz
- 1990 Preis der Gesellschaft für Fotografie, Tokyo
- 1989 Europäische Kodak-Buchpreis für Mémoires, Deutschland